# Symfonie nr. 1 (Smith)
Symfonie nr. 1 is een compositie voor harmonieorkest van de Amerikaanse componist Claude T. Smith uit 1977. Deze compositie is geschreven in opdracht van de componisten-broederschappen Kappa Kappa Psi en Tau Beta Sigma. De première van het werk werd verzorgd door de "National Intercollegiate Band" op 11 augustus 1977 aan de Universiteit van Californië - Los Angeles (UCLA).
Het werk werd op cd opgenomen door de Koninklijke Muziekkapel van de Belgische Luchtmacht uit Bevekom onder leiding van Alain Crépin en door The Danish Concert Band onder leiding van Jørgen Misser Jensen.